# Hierocrobyla
Hierocrobyla é um gênero de mariposa pertencente à família Acrolepiidae.